# 明平闽广之战
明平闽广之战，吴元年（元惠宗至正二十七年，1367年）十月至明太祖洪武元年（1368年）七月，明朝夺取福建、广东、广西的作战。
当时福建八州为元朝福建江西等处行中书省平章政事陈友定控制，他对元朝每年贡上粟米数十万石。吴王朱元璋灭亡张士诚、方国珍后，为统一江南，派遣征南将军汤和等人兵分三攻福建。吴元年（1367年）十月二十一日，朱元璋命中书平章胡廷瑞为征南将军，江西行省左丞何文辉为副将军，率安吉、宁国、南昌、袁州、赣州、滁州、和州、无为等地卫軍从江西由陆路攻杉关（今福建光泽西北）取福建。胡廷瑞原为陈友定丞相，对陈军虚实、地理之险易非常熟悉；李文忠等从浦城（今浙江浦城）攻建宁（今福建建瓯）；十二月十六日，朱元璋又命征南将军汤和、副将军廖永忠率水师自明州（今浙江宁波）由水路攻取福州，分水陆进取福建。
十一月三十日，胡廷瑞部首克杉关、光泽。当时陈友定为防止吴军前来攻打，环城外筑堡垒，每隔五十步筑一台，进行严守。吴军突破杉关的信息被陈友定得知后，他留下同佥赖正孙、副枢谢英轴、院判邓益率兵二万守卫福州，亲自率精兵守卫延平（今福建南平）。十二月二十八日，汤和率水师抵达福州，攻入五虎门，在南台河口驻军，派使者入城劝降，没有成功，于是弃舟登岸围攻福州城，守将曲出率军出南门交战，被吴军指挥谢德成打败，退回福州城；当天晚上，陈友定属下参政袁仁归降吴军为内应，吴军入城，杀邓益等，攻克福州，在战略上占据了主动地位。
汤和攻克福州后，派袁仁招降附近各县，分兵攻取未下的县城，亲自率领主力围攻延平。延平被围，陈友定以吴军精锐，想作持久战，不许诸将出战。诸将多次请求，陈友定怀疑他们有叛意，杀死了萧院判，军士于是纷纷出降。汤和于是加紧攻城，这时城内军器爆炸，汤和督军急攻，城内守军开门投降。吴二年（1368年），吴王朱元璋即位称帝，建立明朝，是为明太祖，改元洪武。洪武元年正月，汤和军攻入延平城，俘获陈友定。
在水路军由东向西挺进时，陆路胡廷瑞、何文辉率军由西向东连克邵武、建阳、建宁。两路大军同时进取东南，准备挺进广东。洪武元年二月初一日，汤和攻克漳州，二月初二日，胡廷瑞攻取汀州（今福建长汀）、宁化。福建全境被明军夺得。此战胜利，使两广被明朝三路大军的包围。
明太祖关于平定两广的作战方针是三路并进：以征南将军胡廷瑞所率攻打福建的军队从海上直趋广东；以湖广行省平章杨璟率领的荆湘军队进取广西；以赣州卫指挥使陆仲亨的军队，从韶州（今广东韶关）攻打德庆府，然后三路会师广州。吴元年（1367年）十月二十一日，杨璟和左丞周德兴、张彬奉命率领武昌、荆州、益阳、常德、岳州（今湖南岳阳）、衡州（令湖南衡阳）、澧州（今湖南澧县）等地的卫军进取广西。洪武元年（1368年）正月初五日，抵达永州，被当地元军抵抗。于是一边留下兵马攻城，一边派兵攻取周围城邑。先后攻克宝庆府（今湖南邵阳）、金州、道州（今湖南道县）、宁远州、武冈州。四月十七日，明军攻克永州。随即夺取靖江（今广西桂林）。
二月初二日，朱元璋派平章廖永忠、参政朱亮祖为正副征南将军，率军从海路攻打广东，要求攻下广州后，留兵镇守，与杨璟合兵取广西。廖永忠、朱亮祖一路连克潮州、东莞，四月初八，进占广州，元朝江西行省右丞何真归降明朝。陆仲亨攻下英德、清远、胥江（今广东花县西）、连州（今广东连县）、肇庆、德庆，会师广州。东路、中路会师后，向西进攻广西，攻克梧州、廉州（今广西廉县）、容州（今广西容县）、贵州（今广西贵县）、南宁。而后与杨璟会师。七月二十日，攻下象州，平定广西。